# Peromyia ovalis
Peromyia ovalis är en tvåvingeart som först beskrevs av Edwards 1938.  Peromyia ovalis ingår i släktet Peromyia och familjen gallmyggor.
Artens utbredningsområde är Minnesota. Arten är reproducerande i Sverige. Inga underarter finns listade i Catalogue of Life.